# Nyck de Vries
Hendrik Johannes Nicasius de Vries (Snits, 6 de febrer de 1995), més conegut com Nyck de Vries, és un pilot d'automobilisme neerlandès.
Nyck es va consagrar a l'automobilisme en ser campió del món de Fórmula E de la temporada 2020-21 amb l'equip Mercedes EQ. El pilot guanyà la temporada de Fórmula 2 en 2019 i també va guanyar en la Fórmula Renault 2.0 i Formula Renault en 2014.
El pilot va iniciar la seva carrera en els monoplaces en 2012, quan va debutar en la Fórmula Renault 2.0, on en la mateixa categoria va ser campió en 2014. Entre 2017 i 2019, competeix per la Fórmula 2, on va ser campió en 2019 amb l'equip ART Grand Prix.
A partir del 2020, disputa la Fórmula E en l'equip Mercedes EQ junt amb Stoffel Vandoorne, company des de l'Acadèmia de joves pilots de McLaren. Nyck va obtenir el seu primer podi a Berlín, llegant en segon lloc. En la primera cursa de 2021, a Al-Diriyya, va obtenir la seva primera victòria, convertint-se en el segon holandès a guanyar un gran premi en la categoria.
Nyck fe part del programa de joves pilots de McLaren entre 2010 i 2019. Més a partir del 2020, es torna pilot de proves de la Mercedes.
Durant els deu primers grans premis de la temporada 2023 de Fórmula 1, va ser el pilot principal per l'escuderia AlphaTauri. No obstant això, després d'aquests esdeveniments, Daniel Ricciardo, qui fins a aquell moment havia estat el pilot de proves de l'escuderia RedBull, el va substituir.